# Kladušnica
Kladušnica (en serbe cyrillique : Кладушница) est un village de Serbie situé dans la municipalité de Kladovo, district de Bor. Au recensement de 2011, il comptait 631 habitants.

## Démographie

### Évolution historique de la population
| 1948 | 1953 | 1961 | 1971  | 1981 | 1991 | 2002 | 2011 |
| ---- | ---- | ---- | ----- | ---- | ---- | ---- | ---- |
| 825  | 933  | 896  | 1 017 | 985  | 904  | 727  | 631  |

|  |